# Bodo Uhse

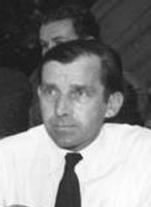
Bodo Uhse op het Duitse Schrijverscongres 1950

Bodo Uhse (Rastatt, 12 maart 1904 – Berlijn (DDR), 2 juli 1963) was een (Oost-)Duits schrijver, journalist en politiek activist.

## Aanleiding
De (Oost-)Duitse journalist en publicist Bodo Uhse zou volledig in de mist van de geschiedenis verdwenen zijn, als hij - ergens in 1930 of 1931 - niet besloten had om over te stappen van de nationalistische rechterzijde van het politieke spectrum (in haar nadrukkelijkste vorm belichaamd door de NSDAP, waarvan hij in 1927 lid geworden was) naar de uiterste linkerzijde ervan, naar de Kommunistische Partei Deutschlands. Die overstap bezorgde hem in de DDR, het land waar hij zich na de Tweede Wereldoorlog gevestigd had, de reputatie van gedecideerde antifascist, en leverde hem bovendien een succesvolle carrière in de hogere echelons van de SED, de Sozialistische Einheitspartei Deutschlands op. Zijn weg naar succes ging echter niet over rozen.

## Jeugd 1904 - 1920
Uhse stamde uit een Pruisische officiersfamilie. Over zijn vroege jeugd is niet veel bekend; waarschijnlijk bracht hij die overwegend door in de garnizoenssteden waarin zijn vader gelegerd was. Toen die, na in 1909 uit het leger te zijn ontslagen, naar Ethiopië was vertrokken, werd de jonge Bodo bij zijn - tamelijk welgestelde - grootouders van moederszijde in Braunschweig ondergebracht, waar hij privéonderwijs ontving. De zomers bracht hij door in Schierke (Harz) waar ze over een zomerverblijf beschikten.
Zijn vader scheidde tijdens een kort verblijf in Duitsland in 1913 van zijn vrouw, en keerde in 1914 definitief uit Afrika terug. Hij trad in dat jaar, met de dreigende oorlog als reden voor zijn rehabilitatie, wederom als officier in dienst van de Reichswehr. Gedurende de oorlogsjaren woonde het gezin Uhse in Glogau (het huidige Głogów, in Polen) in Silezië. Zijn vader hertrouwde tijdens een verlofperiode in 1915 met 'Frau Siebert', een vrouw die door Uhse in zijn roman Wir Söhne consequent als 'boze stiefmoeder' wordt opgevoerd.
Na de oorlog en na zijn vaders ontslag uit actieve dienst – hij had gedurende de oorlogsjaren de rang van majoor bereikt – verhuisde het gezin Uhse in 1919 naar Steglitz, in het zuidwesten van Berlijn, waar vader Walther Uhse, omdat zijn militaire pensioen te gering was om van te leven, een baan als toezichthouder in een warenhuis kreeg. De toen vijftienjarige Bodo, die met de ineenstorting van het Duitse Rijk in 1918 zijn ambities om officier te worden had moeten laten varen, sloot zich bij Wandervogel aan, naar zijn zeggen om de eenzaamheid en de deprimerende omgeving van het gezin waarin hij was opgegroeid te ontvluchten. Zijn besluit om aansluiting te zoeken bij de jeugdbeweging wordt over het algemeen gezien als een “Affront gegen Lehrer und Eltern als „Stützen der Gesellschaft”", als een onder de jeugd levende uiting van een verlangen naar een leven buiten de burgerlijke samenleving en het daar heersende materialisme, dat de oorzaak was geweest van het uitbreken en het zich jarenlang blijven voortslepen van de oorlog.
Uhses radicalisering nam een aanvang toen hij vanuit Wandervogel in contact kwam met groepen jongeren die een veel militantere, gepolitiseerde levenshouding nastreefden, en die onder de verzamelnaam bündische Jugend bekend zijn komen te staan. Het contact met die groep, die zich later zou ontwikkelen tot de in oktober 1921 opgerichte Bund Oberland, heeft hem er in maart 1920 als 16-jarige toe aangezet deel te nemen  aan de Kapp-Putsch. Toen hij een jaar later wegens wangedrag van school werd gestuurd besloot zijn vader dat het mooi geweest was met zijn lanterfanten, en werd hij op voorspraak van een van diens voormalige strijdmakkers, Konstantin von Gebsattel, op 1 juni 1921 als Volontär, stagiair, aangesteld tot hulpredacteur bij het Bamberger Tagblatt, een krant van burgerlijk-nationalistische signatuur.

## Loopbaan als journalist 1920 - 1933

### Volontär, reporter en redacteur bij hetBamberger Tagblatt, Bamberg, 1920 - 1926
Uhse vervulde, aanvankelijk als stagiair, vanaf begin juni 1920 allerlei taken bij de redactie van het Bamberger Tagblatt;  al snel kreeg hij echter klussen als halfwas reporter, en een echt salaris. Pas na verloop van tijd, toen hij de rol vervulde van redacteur voor 'Freizeit und Sport' werd hem serieuze nieuwsgaring toevertrouwd. In de eerste tijd na zijn aanstelling was hij vooral te vinden bij politieke manifestaties, vergaderingen van verenigingen, feestelijke openingen van gebouwen en tentoonstellingen en bij sportwedstrijden. Hij kwam op die wijze met veel vertegenwoordigers van het Bamberger culturele en politieke leven in aanraking, waaronder de schilder Otto Boveri, de beeldhouwster Marie-Luise Fleißer, en een aantal toonaangevende representanten van de rechtse politiek, zoals Dr. Friedrich Weber, General a.D. Erich Ludendorff en de gebroeders Otto Strasser en Gregor Strasser.
Ook maakte hij al in een vroeg stadium kennis met een aantal bestuursleden van de radicaal-antisemitische Deutsch-völkische Schutz und Trutzbund (DvSTB) - hij noemde ze zelf de Judenfresser -, die hem in contact brachten met een groep militant-nationalistische jongeren, die zich later - we spreken dan over oktober 1921 - verenigden onder de Edelweissvlag van de Bund Oberland, die was opgericht als Wehrverband, als militie. De Bund Oberland was een paramilitair overblijfsel van het in 1921 verboden Freikorps Oberland, dat eerder dat jaar, op 21 mei 1921, onder leiding van de latere nationaalbolsjewist Hauptmann Beppo Römer de Silezische St. Annaberg bestormd had en zich op die wijze een plaats in de Duits-nationale geschiedenisboeken had verworven.
Door zijn werk bij een conservatief-burgerlijke krant aan de ene, en zijn lidmaatschap van de militante - op militaire leest geschoeide - Bund Oberland aan de andere kant verkeerde Uhse in een merkwaardige spagaat. Hij was overdag verondersteld tijdens zijn werk bij de krant die groepen te dienen - de burgerij van de conservatieve stad Bamberg - waartegen hij zich in zijn vrije tijd bij de Bund met hand en tand verondersteld was te verzetten. Die paradox lijkt hem niet te hebben gestoord. Hij bewoog zich moeiteloos door beide werelden.
De hyperinflatie die de eerste jaren van Uhses verblijf in de stad bepaalden, en die hem noopten zijn weekloon in een "... geräumige Aktentasche ..." te vervoeren, maakte dat radicale bewegingen aan populariteit wonnen. Niet alleen de Bund Oberland, maar ook de Sturmabteilungen (SA) van de NSDAP, sponnen garen bij de alom heersende armoede en onzekerheid. Aan de hyperinflatie kwam een abrupt einde door het ingrijpen van Rijkskanselier Gustav Stresemann (1878 - 1929), die in november 1923 de Rentenmark invoerde, waardoor de economie zich stabiliseerde, en de welvaart in Duitsland door een instroom van buitenlandse valuta sterk toenam. De populariteit van de radicale partijen nam daardoor af, en de Bund Oberland 'verburgerlijkte' door een instroom van min of meer welgestelde representanten uit de burgerij.
Gedurende zijn Bamberger jaren was Uhse getuige van, en nam in een aantal gevallen als Oberlandvrijwilliger ook deel aan, een aantal kwesties die in de geschiedschrijving van de Weimarer Republiek als markante gebeurtenissen zijn gaan gelden. In dat verband zijn niet alleen de hyperinflatie die duurde van augustus 1921 tot november 1923 (en haar grote aanjager, de bezetting van het Ruhrgebied door Franse en Belgische troepen op 11 januari 1923), de door Adolf Hitler georganiseerde Bierkellerputsch op 8 en 9 november 1923, maar ook de moord op Außenminister Walter Rathenau noemenswaardig. Uhse nam met het regiment van de Bamberger Oberlandgroep ook deel aan de Deutscher Tag in Nürnberg op 1 en 2 september 1923, waar de nationalistische milities (waaronder, naast de Bund Oberland, de SA, het Wehrverband Reichsflagge, de Bund Wiking) zich aaneensloten tot een Reichsbrede "Deutsche Kampfbund", die later in zijn geheel zou worden opgenomen in de Nationaalsocialistische Duitse Arbeiderspartij (NSDAP) van Adolf Hitler.
Ook kwam hij gedurende zijn jaren bij de krant op politieke bijeenkomsten veel sprekers tegen die later een belangrijke rol zouden gaan spelen in de nationaalsocialistische politiek. Zo ontmoette hij vooraanstaande leden van de NSDAP, zoals Gottfried Feder, de schrijver van het Manifest zur Brechung der Zinsknechtschaft des Geldes (1919), en de onderwijzer Julius Streicher, hysterisch antisemiet, die in de inflatie een Joodse samenzwering zag die het doel zou hebben het Duitse volk 'homeopathisch te verdunnen' (T. Baudet ipse dixit), en zo genetisch te verzwakken.
Gedurende de laatste maanden van 1925 nam Uhses twijfel over de koers van de Bund Oberland toe. Haar plaats in de Duitse maatschappij was naar zijn mening te veel opgeschoven ten gunste van burgerlijke groepen en middenstand, waartegen ze zich in eerder jaren juist met hand en tand verzet had. De rol van de arbeidersklasse, die door de oorspronkelijke ideologische voorganger van Oberland, Arthur Moeller van den Bruck (1876-1925) een leidende rol in een sociale en economische hervorming van Duitsland werd toebedacht, werd door de Bund meer en meer naar de achtergrond geschoven. Uhse besloot de Bund Oberland vaarwel te zeggen, en zich aan te sluiten bij de NSDAP, die de arbeidersklasse volgens hem wel een belangrijke rol in het nieuwe Duitsland gunde.
Om Uhses stap te begrijpen dient hier evenwel een voorbehoud gemaakt te worden. De NSDAP was in de jaren voor 1926 niet de homogene, onder leiding van Hitler als enige Führer staande partij zoals ze later de geschiedenis is ingegaan: een overwegend (klein)burgerlijke partij, zich focussend op een etnisch nationalisme, die de instemming genoot van grote delen van de middenstand en de kapitaalkrachtige grootindustriëlen.
Naast de vanuit het Braune Haus in München uitgedragen en door Hitler vormgegeven Beierse variant van het nationaalsocialisme bestond er in die dagen ook een 'linkse' versie, die ontwikkeld was door de gebroeders Strasser, Gregor en Otto, en die expliciet socialistische kenmerken vertoonde: dus een streven naar een coöperatieve samenleving, waarin de arbeidersklasse een leidende rol speelde, waarin privébezit onteigend moest worden (in de zin die na de oorlog leidde tot het ontstaan van de Volksrepublieken, waarin alles volkseigendom was), en, in plaats van een op het liberaal-democratische westen gerichte economie, een Volkswirtschaft, die zich richtte op de Sovjet-Unie, het enige land dat zich verre had gehouden van het vernederende Verdrag van Versailles. De NS-Linke - zoals ze zich noemden - vonden hun aanhang vooral in de grote industriële complexen in het Noord-Westen van het Reich, en is dan ook als de Arbeitsgemeinschaft Nord-West de geschiedenis ingegaan. Naast de gebroeders Strasser was Dr. Joseph Goebbels een van haar productiefste leden, als publicist werkend voor het Kampfverlag van de Strassers, dat gevestigd was in Elberfeld bij Wuppertal.
Uhse had de Strassers waarschijnlijk ontmoet gedurende de Bamberger Führertagung, een door Adolf Hitler op 25 februari 1926 uitgeroepen "afstemmingsbijeenkomst" voor de hogere echelons van de partij, die hij als journalist en politiek geïnteresseerde burger ongetwijfeld heeft bezocht. Tijdens die bijeenkomst bevestigde Hitler, als Führer, zijn alleenheerschappij over de partij.
Eveneens in dat jaar nam Uhse zijn ontslag bij het Bamberger Tagblatt, en vertrok naar Berlijn, naar zijn zeggen met het plan zich daar "als Lyriker durchzusetzen", om, met andere woorden, schrijver te worden. Dat voornemen liep echter op niets uit, en al snel moest hij op zoek gaan naar een nieuwe baan.

### (Hoofd-)redacteur bij deDonaubote, Ingolstadt, 1927 - 1928
De gebroeders Strasser, die Uhses ervaring als journalist inmiddels kenden, bezorgden hem die baan, als redacteur bij de Donaubote in Ingolstadt, een nieuw op te richten dagblad dat, dankzij de politieke toegenegenheid daartoe van haar oprichter en eigenaar, de arts, ondernemer en  NSDAP-Ortsgruppenleiter Dr. Ludwig Liebl (1874-1940) op nationaalsocialistische leest geschoeid was. Het eerste nummer verscheen op 1 juni 1927. Al op 27 december van datzelfde jaar werd Uhse, na in augustus 1927 lid geworden te zijn van de NSDAP, tot hoofdredacteur benoemd, nadat zijn voorganger, Major a.D. Hermann Schmidt, door de eigenaar van de krant als politiek wat te zachtzinnig was bevonden.
Al spoedig echter, in juni 1928, bleek dat er sprake was van een onoverbrugbare incomptabilité des humeurs tussen Uhse en Dr. Liebl, en hij besloot te vertrekken. In het korte verhaal "Der Verbrecher", opgenomen in de postuum verschenen bundel Menschen in Ingelsdorf. Adreßbuch einer kleinen Stadt beschrijft hij het conflict dat de aanleiding tot zijn vertrek vormde.

### Hauptschriftleiterbij deSchleswig-Hosteinische Tageszeitung, Itzehoe, 1929 - 1930
In de nazomer van 1928 brengt Uhse enige tijd door in de buurt van Breslau, waar hij in het vroege najaar opnieuw wordt benaderd door Gregor Strasser, met het aanbod om hoofdredacteur te worden van de Schleswig-Holsteinische Tageszeitung, de enige NSDAP-partijkrant naast de Völkischer Beobachter, uit te geven in Itzehoe, een stadje, op ongeveer 50 kilometer ten noordwesten van Hamburg. Vanaf september 1928 voerde hij daar overleg met de initiatiefnemers, de Itzehoeër ondernemer Paul Schneider (1892-1974), Gauleiter Hinrich Lohse (1896-1964), en de zelfbenoemde partij-ideoloog Dietrich Klagges (1891-1971). Het eerste nummer van de krant verscheen op 3 januari 1929.
Het nationaalsocialisme dat door bovengenoemde heren werd uitgedragen bleek maar weinig overeenkomsten te vertonen met het door Uhse verkozen linkse programma dat door de gebroeders Strasser werd nagestreefd. Zijn komst in Itzehoe viel bovendien samen met de opkomst van de Landvolkbewegung, die onder leiding stond van de grootgrondbezitter Claus Heim, waarvan de politieke stellingname op een aantal gebieden sterke overeenkomsten vertoonde met die van de Münchener NSDAP. Hij maakte kennis met een aantal representanten van de beweging, stuk voor stuk welvarende boeren, die door een samenloop van omstandigheden in financiële problemen waren geraakt, en die zich krachtig verzetten - tot het plegen van bomaanslagen op overheidsgebouwen aan toe - tegen het vigerende beleid van de overheid. Het feit dat de leiding van de NSDAP in Itzehoe vooral de Münchener partijlijn volgde maakte dat hij eigenlijk meteen na zijn aankomst al twijfelde aan zijn keuze voor die partij: ze was veel te veel gericht op de kleine burgerij en op de middenstand, en had geen oog voor de noden van zowel het industriële als het agrarische proletariaat.
Erg principieel stelde hij zich echter niet op: hij trachtte zich in zijn bijdragen aan de krant wel degelijk aan te passen bij de heersende 'geloofsleer'. Dat had tot gevolg dat hij zich in zijn artikelen voor de krant - in elk geval tot medio oktober 1929 - bediende van een nadrukkelijk antisemitisme.
In het dagelijks leven verzette hij zich echter in toenemende mate tegen de officiële partijlijn: Adolf Hitler trachtte in die dagen, met stemmenwinst als enig oogmerk, gemene zaak te maken met de Duitse grootindustriëlen en de conservatieve burgerij, op die wijze het aanvankelijke revolutionaire element van de partij verloochenend. De NSDAP maakte door haar gewijzigde koers een voor Uhse onacceptabele ruk naar rechts. Toen tot overmaat van ramp ook nog bleek dat de partij in de inrichting van haar (toekomstige) maatschappij geen plaats wilde inruimen voor vakbonden waarin de arbeiders zich konden organiseren (een cadeautje van Hitler voor de zo vrijgevige werkgevers), enkel en alleen omdat ze toch al deel uitmaakten van de 'volksgemeenschap', was de maat voor Uhse vol.
De toon van zijn bijdragen aan de Schleswig-Holsteinische Tageszeitung week steeds verder af van de geloofsleer die door de partijleiding in München werd uitgedragen, en hem werd gedurende de Reichsparteitag in Neurenberg, begin augustus 1929, door Adolf Hitler en Alfred Rosenberg te verstaan gegeven dat hij zich beter aan de door de partij uitgestippelde politieke lijn moest houden. Uiteindelijk bleek in juli 1930 het geduld van de partijleiding ten einde te zijn geraakt. In een brief - niet eens onvriendelijk - vroeg Hinrich Lohse Uhse eindelijk eens duidelijk stelling te nemen, en Adolf Hitlers weg als enige juiste te erkennen. Deed hij dat niet, dan mocht hij vertrekken. Uhse weigerde, en verloor daarmee zijn baan, werd geroyeerd als partijlid en was daarmee in Itzehoe tot paria verworden.
Na enige maanden van ledigheid, die hij dobbelend met zijn vriend Bruno von Salomon, voormalig hoofdredacteur van de krant Das Landvolk (die inmiddels ook werkloos geworden was), doorbracht, kwam Uhse in contact met een tweetal vooraanstaande Itzehoeër communisten, Christian Heuck en Karl Upricht, die hem, samen met de Thüringer communist Ernst Putz, trachtten over te halen zich in te zetten voor de arme boerenbevolking in de Rhön, in Thüringen. Vanaf medio 1931 is Uhse daar regelmatig werkzaam, onder auspiciën van de KPD. Een formeel lidmaatschap van die partij laat dan echter nog jaren op zich wachten.

## Exil 1933 - 1948

### Exil in Parijs, 1933 - 1939
Na de Machtübernahme op 30 januari 1933 begon een door de Nazi's ingezette arrestatiegolf, die erop gericht was zoveel mogelijk politieke tegenstanders van de NSDAP - vooral communisten en sociaaldemocraten - achter de tralies te krijgen. Ook Uhse was men niet vergeten. Verschillende malen moest hij voor Gestapo of SS, die hem telkens opnieuw op de hielen zaten, vluchten. Na de Rijksdagbrand op 27 februari 1933, die aanleiding was voor een meedogenloze vervolging van (met name) communisten, besloot hij Duitsland te verlaten, en reisde, via Zwitserland, naar Parijs, waar hij in april arriveerde. Zijn vriendin Ellen Gottschalk arriveerde korte tijd later.
In Parijs werkte hij onverminderd door - hoewel hij door de KPD nog steeds niet was  toegelaten als partijlid - aan allerlei door die partij geïnitieerde projecten. Een belangrijke bijdrage leverde hij aan het Braunbuch über Reichstagbrand und Hitlerterror dat in augustus 1933 verscheen, en waarin door vele schrijvers de gruweldaden van de Nazi's aan de kaak werden gesteld. Het boek verscheen, in vele talen vertaald, in een totale oplage van ongeveer 500.000 exemplaren over de hele wereld. Ook aan de anthologie Deutsch für Deutsche, een Tarnschrift, dat de confrontatie zocht met het Naziregime door onder andere de corruptie ervan wereldkundig te maken, leverde hij een bijdrage.
In het voorjaar van 1935 verscheen zijn eerste - autobiografische - roman, Söldner und Soldat, waaraan hij in Itzehoe - de eerste versie droeg de titel Christian Klee, Soldat des Friedens - al begonnen was, en die hij gedurende zijn exiljaren in Parijs had voltooid. De roman, waarin hij zijn weg van radicaalnationalistische jongere, via zijn lidmaatschap van de NSDAP, tot communist beschrijft, vormde voor de leidinggevende echelons van de KPD de aanleiding hem - nadat hij zich gedurende een periode van ruim vier jaar voor allerlei door die partij georganiseerde projecten had ingezet - als lid te accepteren.
Uhse speelde, als bestuurslid van het Schutzverband deutscher Schriftsteller (SDS), een belangrijke rol bij de organisatie van het  "Erste Internationale Schriftstellerkongreß zur Verteidigung der Kultur", dat in juni 1935 in Parijs gehouden zou worden. Medeorganisatoren waren schrijvers als (o.a.) Anna Seghers, Bertolt Brecht, Egon Erwin Kisch, Alfred Kantorowicz  en Johannes R. Becher. Voorzitter van de SDS was de 'burgerlijke' schrijver Heinrich Mann.

### De Spaanse Burgeroorlog, 1936 - 1937
Bij het uitbreken van de Spaanse Burgeroorlog op 17 juli 1936 zag Uhse zich genoodzaakt zich als 'vrijwilliger' op te geven voor deelname aan de strijd (voor partijleden was die deelname - zeker voor iemand als hij, die enige militaire training had genoten - min of meer een verplichting), en hij reisde naar Spanje om zich aan te sluiten bij de Internationale Brigades. Daar vervulde hij aanvankelijk de rol van reporter (hij schreef o.a. enkele radiotoespraken), later werd hij politiek commissaris, eerst bij de staf van de 17e, later van de 45ste Divisie. Uhse trok in die hoedanigheid vrijwel onafgebroken door het republikeinse deel van Spanje. Af en toe bracht hij een dag of wat aan het front door, maar zijn dagen waren blijkens zijn dagboeken vooral gevuld met vergaderingen en met inspecties van ziekenhuizen en “Frontabschnitte”. Enkele van de episodes die hij heeft meegemaakt heeft hij verwerkt in zijn tweede roman, Leutnant Bertram, die in 1944 in Mexico verscheen. In Madrid nam hij deel aan het “IIe Internationale Schriftstellerkongreß für die Verteidigung der Kultur”, gehouden van 4 tot en met 17 juli 1937.

### Terug in Frankrijk, 1938 - 1939
Begin januari 1938 reisde Uhse om gezondheidsredenen naar Parijs terug. Hij kwam rond 5 januari in de stad aan, en pakte zijn ‘normale’ bestaan weer op: schrijven, en duelleren met de autoriteiten over de verlenging van verblijfspapieren. In de loop van 1938 liet zijn gezondheid echter in toenemende mate te wensen over. In Le Lavandou, aan de Côte d'Azur, kwam hij, uitgenodigd door de ‘conservatieve’ schrijver E.A. Reinhardt (1889-1945), die daar vaker Duitse vluchtelingen en oud-Spanjestrijders ontving, enigszins op verhaal. Zijn financiële nood werd gelenigd door een toelage die hij kreeg van de “American Guild for German Cultural Freedom”, van dertig dollar per maand.

### New York, 1939 - 1940
In maart 1939 werd Uhse uitgenodigd om in New York het internationale schrijverscongres bij te wonen, dat er gehouden zou worden van 2 tot en met 4 juni 1939. Het werd georganiseerd door de “League of American Writers”. Hij kreeg de uitnodiging via Joseph W. Angell,  een vriend van Thomas Mann. De leiding van de KPD in Frankrijk gaf hem formeel toestemming deel te nemen aan het congres: ze zag in zijn bezoek aan New York een mooie gelegenheid om hem enige zendingsarbeid te laten verrichten onder de daar al woonachtige antifascistische Duitse emigranten, die zich er vanaf 1933 gevestigd hadden. Uhse bevond zich in de groep Duitse exilanten in goed gezelschap. Onder degenen die zich in de stad ophielden komen we onder andere Erika Mann tegen, Otto Katz (a.k.a. André Simone) en zijn vrouw, Gustav Regler, Alfred Döblin, Ernst Toller (die op 22 mei 1939 zelfmoord pleegde) en Ludwig Renn. Hij liep echter ook Ernest Hemingway en Martha Gellhorn, die hij nog uit zijn Spaanse tijd kende, tegen het lijf, en Joris Ivens en Louis Aragon die hij in Parijs ontmoet had.
Toen op 1 september 1939 Duitse troepen Polen waren binnengevallen en Europa tot oorlogsgebied geworden was, besloot Uhse door te reizen naar Mexico, waar oorlogsvluchtelingen - en vooral oud-Spanjestrijders - een gastvrij onthaal wachtte. Ludwig Renn, die enige weken eerder het land was aangekomen, zorgde voor een visum, en in maart 1940 vestigde hij zich in Mexico-Stad.

### Mexico, 1940 - 1948
Uhse begon direct na zijn aankomst daar, samen met Renn, de Mexicaanse autoriteiten te bestoken met petities, die moesten bijdragen aan de redding van uiteindelijk tegen de bijna tweehonderd Duitse exilanten waarvan het grootste deel zich in Frankrijk bevond, deels (nog) in vrijheid, deels geïnterneerd. Dankzij hun inspanningen arriveerden nog voor de herfst van 1940 onder andere Egon Erwin Kisch, Gustav Regler en Leo Katz in Mexico.
De opeenhoping van uit Duitsland gevlucht links talent in Mexico leidde tot het ontstaan van een veelheid aan cultureel-antifascistische initiatieven en bewegingen. Uhse speelde daarbij een actieve rol. Zo was hij nauw betrokken bij de oprichting, in november 1941, van de “Heinrich-Heine-Klub”, een culturele ontmoetingsplaats voor Duitstalige antifascisten, en bij de uitgave van het tijdschrift Freies Deutschland. In mei 1942 werd El Libro Libre opgericht, een uitgeverij die onder leiding stond van Walter Janka, waar totaal 26 titels (waaronder de Duitse versie van Uhses Leutnant Bertram) het licht zagen. De gezamenlijke oplage daarvan bedroeg in totaal zo’n vijftigduizend exemplaren.
In het voorjaar van 1941 ontmoette hij Alma Agee (née Mailman) (1914-1988), ex-vrouw van de Amerikaanse schrijver James Agee en moeder van Joel Agee (1940). Ze trouwden in 1945 en in 1946 kregen ze een zoon, Stefan (1946 - 1973).
Zodra het nieuws van de Duitse capitulatie Mexico bereikt had, stortte hij zich weer op het regelen van reisdocumenten, ditmaal om de terugtocht naar Europa voor zijn lotgenoten te regelen. Hij organiseerde visa en passages voor zijn landgenoten, waarvan het overgrote deel terug wilde naar Duitsland. Tussen de bedrijven door schreef hij aan Wir Söhne, een boek dat in 1948 in de SBZ, de Sowjetische Besatzungszone en voorloper van de een jaar later te stichten DDR, zou worden uitgegeven, en aan een aantal korte verhalen. Uiteindelijk reisde hij medio juni 1948, in gezelschap van Alma, Joel en hun in 1946 geboren zoon Stefan via Leningrad naar Duitsland terug, waar ze rond 12 september in Berlijn aankwamen.

## Uhses carrière in de DDR 1948 - 1963
Uhse vestigde zich na zijn terugkeer met zijn vrouw, haar zoon uit haar eerste huwelijk Joel Agee, en hun beider zoon Stefan in de oostelijke sector van de stad, de Sovjetzone, waar hij met open armen ontvangen door de leiding van de nieuwe partij, de SED, een samenvoeging van de KPD en de SPD-Ost. Hij werd met veel ceremonieel ontvangen, onder andere door mensen als Kulturbundpräsident Johannes R. Becher en Präsident der Republik Wilhelm Pieck, en op materieel vlak ontbrak het hem, van het ene op het andere moment, aan niets meer. Zo kreeg hij een villa toegewezen in het ten westen van West-Berlijn, aan het gelijknamige meer gelegen Gross-Glienicke, in de Bonzen-Enklave Am Seeblick (huisnummer 5), en hij kreeg de beschikking over een auto met chauffeur. Alma had een rijpaard.
In 1949 werd hij aangesteld als hoofdredacteur/uitgever van het culturele en politieke maandblad Aufbau, een functie die hij behield tot 1958, het jaar waarin het blad werd opgeheven. Volgens Edith Anderson, een Amerikaans schrijfster die gehuwd was met Max Schroeder, behoorde Uhse dan ook tot de “Nomenklatura” van de Oostzone; Kantorowicz en Renn woonden bij hem in de straat. Door de Uhses werden grote tuinfeesten georganiseerd (waarvan er eentje zo druk bezocht was dat het buurhuis, dat van Anton Kantorowicz en zijn vrouw, moest worden bijgehuurd), waar iedereen die iets te betekenen had in de Kulturszene van de DDR aanwezig was. De baan bij Aufbau bracht hem – getuige zijn dagboeken - veel werk, afgewisseld door dagen van apathie, waarin depressieve buien en allerlei fysieke ongemakken hem kwelden. Hij bracht een groot deel van de winter van 1948-1949 in een sanatorium in Schierke/Harz door, waar hij, brieven schrijvend en wandelend trachtte te genezen van TBC. Tijdens zijn afwezigheid nam Max Schroeder, die Cheflektor bij het blad was, zijn taken waar. Naast zijn hoofdredacteurschap vervulde hij ook een aantal politieke rollen.
Zo was hij volksvertegenwoordiger voor de SED in de Volkskammer, het parlement van de DDR, van 1950 tot 1954, en voorzitter van het Deutsche Schriftstellerverband van de Kulturbund, van 1950 tot 1952. In 1956 werd hij secretaris van de Sectie Dichtkunst und Sprachpflege van de Akademie der Künste van de DDR en vertegenwoordigde hij, eveneens in 1956, het land niet zonder succes op het PEN-congres in Londen, en in Frankfurt/Main in 1959.
Toen, onder andere door de opstand in Oost-Berlijn op 17 juni 1953, die met behulp van Sovjettanks werd neergeslagen, de spanning tussen Oost en West begon op te lopen, en het  niet langer gewenst dat Uhse vanuit Groß Glienicke dwars door West-Berlijn naar zijn werk bij Aufbau (in Mitte) reed, en hij dagelijks om de stad moest heenrijden, een tocht van ruim anderhalf uur, verhuisde het gezin Uhse in 1955 dan ook naar het oostelijk gedeelte van de stad, naar een atelierwoning in de Kuckhoffstraße in Berlin-Niederschönhausen.
Een keerpunt in Uhses leven en zijn geloof in het communisme vormden de uitspraken die Nikita Chroesjtsjov, de Eerste Secretaris van de KPdSU, tijdens een rede op het XXste partijcongres, op 25 februari 1956 had gedaan omtrent Stalins misdaden. Hoewel hij zich naar buiten toe op de vlakte hield, raakte hij, zo getuigt Joel Agee in zijn Zwölf Jahre, in een diepe depressie. Ondanks dat schuldgevoel heeft Uhse niet radicaal met het regime in de DDR  gebroken, en heeft hij geen pogingen ondernomen zich aan zijn medeverantwoordelijkheid aan haar wandaden te onttrekken. Dat zal deels te wijten zijn geweest aan zijn welstand, maar zeer zeker ook aan zijn wankelmoedige persoonlijkheid. Het bewustzijn dat hij zich in goed vertrouwen aan een misdadig regime onderschikt had leek de levenslust echter uit hem weg te zuigen.
Kort daarna schijnt Uhse de partijleiding op de een of andere manier voor het hoofd gestoten te hebben door het op te nemen voor een dissidente Hongaarse schrijver gedurende de Hongaarse opstand. De uitgave van Aufbau werd korte tijd later dan ook, in 1958, stopgezet ten gunste van het nieuw in het leven geroepen Sinn und Form. De partijleiding geeft hem ook te kennen dat het tijd is dat hij zijn grote roman Die Patrioten maar eens moet afmaken.
Niet alleen zijn politieke leven verliep in die jaren verre van rimpelloos. Josefine Werzlau, de vrouw waarmee hij getuige zijn dagboekaantekeningen al vanaf 1948 regelmatig contact onderhield, bleek in 1958 zwanger van hem te zijn, en had hem te kennen gegeven met hem te willen trouwen. Uhse, regelmatig verwikkeld in heftige ruzies met Alma wilde zich echter, hoewel hij zich verantwoordelijk voelde voor het nog ongeboren kind – net als hij zich verantwoordelijk voelde voor Joel en Stefan –  niet van haar laten scheiden. Voor Alma was de maat vol. Zij besloot begin 1960 met haar kinderen naar de Verenigde Staten terug te keren. De ziekelijke Stefan werd eind maart alvast vooruitgestuurd naar Mexico.
Uhse had zich met zijn gedrag in een situatie gemanoeuvreerd, waaruit hij zich niet meer kon bevrijden. Hij was Alma kwijt, en met haar Joel en Stefan, hij had zijn aanzien binnen de partij verloren en deed, daags voor hun vertrek nog een zelfmoordpoging om Alma’s vertrek te voorkomen. Na haar vertrek zette Uhse zijn leven voort. Hij huwde, zodra de echtscheiding was uitgesproken, met Josefine Werzlau, en betrok op 21 augustus 1960 een woning in het grote nieuwbouwproject aan het Straußberger Platz.
De laatste paar jaar van Uhses leven kennen geen opmerkelijke hoogte- en dieptepunten meer. Ze staan in het teken van zijn werk bij Sinn und Form, van de Becherbiografie die hij wil schrijven, en, als een hardnekkige constante in zijn leven, van het tweede deel van Die Patrioten, dat ondanks zijn inspanningen ook deze keer niet af zal komen. Uhse is dan niet meer de door kwalen geplaagde, kettingrokende alcoholist die hij in de late vijftiger jaren was. Hij heeft echter dermate roofbouw op zijn lichaam gepleegd dat hij van een reis naar Cuba ziek terug-keerde en enkele maanden later, in de nacht van 2 juli 1963, overlijdt aan een Gehirnschlag, een herseninfarct. Hij is begraven, te midden van zijn kunstbroeders en –zusters, op het Dorotheenstädtischer Friedhof aan de Chausseestraße.

## Geselecteerde bibliografie

### Exil
- Klee, Christian (pseud. Bodo Uhse)(1931). „Bauer Ahoi“. In: Aufbruch. Kampfblatt im Sinne des Leutnants a.D. Richard Scheringer, 1. Jg., 1931, Nr. 1, Juli 1931, p. 10. Berlin: W. Korn.
- Uhse, Bodo (Red.) (1933). „Bauernkampf in Deutschland“. In: Mitteilungsblatt des Deutschen Reichsbauernkomitees. Berlin: Ricki. [Ausgaben 1 und 2/3; damit Erscheinung eingestellt].
- Uhse, Bodo (1933). „Brot und Wasser“. In: Weiskopf, Grete (Hrsg) Neue Deutsche Blätter. Monatsschrift für Literatur und Kritik. 1933-9. Wien, Zürich, Paris, Amsterdam.
- Uhse, Bodo (1933). „Worte und Waffen“. In: Abusch, Alexander (Hrsg.) Unsere Zeit. Halbmonatsschrift für Politik, Literatur, Wirtschaft, Sozialpolitik und Arbeiterbewegung 1933-11. Paris, Basel, Prag: Münzenberg.
- Uhse, Bodo (1934). „Die Reise nach Itzehoe“. In: Weiskopf, Grete (Hrsg) Neue Deutsche Blätter, 1934-12. Wien, Zürich, Paris, Amsterdam.
- Uhse, Bodo (1934). „Das Revolutionsmuseum“. In: Abusch, Alexander (Hrsg.) Unsere Zeit, 1934-8. Paris, Basel, Prag: Münzenberg.
- Uhse, Bodo (1934). „Kurze Autobiographie“. In: Abusch, Alexander (Hrsg.) Unsere Zeit, 1934-12. Paris, Basel, Prag: Münzenberg.
- Uhse, Bodo (1935). „Kurze Autobiographie“. In: Zentralorgan der Internationalen Vereinigung Revolutionärer Schriftsteller (Hrsg.) Internationale Literatur, 1935, Nr. 6, p. 90. Moskau: Verlag für Fremdsprachige Literatur
- Uhse, Bodo (1935). Söldner und Soldat. Parijs: Éditions Carrefour.
- Uhse, Bodo (1935). „Die Saalschlacht“. Hrsg. Schutzverband Deutscher Schriftsteller; Deutsche Freiheitsbibliothek. In: Deutsch für Deutsche [Tarnschrift]. Leipzig : Verl. für Kunst u. Wissenschaft.
- Uhse, Bodo (1937). „Der Feuersalamander“. In: Das Wort 1937-2. Madrid.
- Uhse, Bodo (1938). Die erste Schlacht. Vom Werden und von den ersten Kämpfen des Bataillons Edgar André.  Straatsburg: Ed. Promethée.
- Uhse, Bodo (1938). „Die Saalschlacht“. In: Weinert, Erich (Hrsg.) Trotz alledem! Sammelband antifaschister deutscher Erzähler. S. 95-106. Kiew: Staatsverlag der Nationalen Minderheiten der USSR.
- Uhse, Bodo (1939). „Angriff auf Wyst“. [Feuilleton; Vorveröffentlichung von ‘Leutnant Betram’]. In: Pariser Tageszeitung. 26.3 – 19-6-1939. Paris.
- Uhse, Bodo (1939). „Ausmarsch im September“. In: Internationale Literatur, 1939 Nr. 6. Moskau: Verlag für Fremdsprachige Literatur.
- Uhse, Bodo (1942). „Der Pogrom geht weiter“. In: Deutsche Kulturbund in Großbritannien (Hrsg.) Unser ist der Morgen (p. 25-27). London: Freier Deutsche Kulturbund in Großbritannien.
- Uhse, Bodo (1943). „Der Schriftsteller und der Krieg“. Gekabelt aus Moskau (p. 5-9). London : Freier Deutsche Kulturbund in Großbritannien.
- Uhse, Bodo (1944). „Das erste Gefecht“. In: Petersen, Jan (Hrsg.), Weg durch die Nacht: Erzählungen (p. 24 - 29). London: Freier Deutsche Kulturbund in Großbritannien.

### Mexico
- Uhse, Bodo [Red.](1943). “Los tres escalones de Hitler”. In: Castro Leal, Antonio et al. (red). El libro negro del terror Nazi en Europa: testimonios de escritores y artistas de 16 naciones, (p. 89 - 92). Mexico: Editorial El libro libre.
- Uhse, Bodo (1943). Leutnant Bertram. Mexiko: Editorial El Libro Libre.
- Uhse, Bodo [Intr.] (1944). El Ejército alemán tal como es; diarios de oficiales y soldados alemanes, hechos prisioneros o caídos en el frente ruso. Mexico: Editorial ‘El Libro Libre’.
- Uhse, Bodo (1946). „Gespräch über die Kunst der Deutschen“. [Aus dem unveröffentlichten Roman "Wir Söhne"]. In: Heinrich-Heine-Klub (Hrsg.) Heines Geist in Mexico, (p. 23 - 24) Mexico: Heinrich-Heine-Klub.

### SBZ/DDR
- Uhse, Bodo (1947). Leutnant Bertram. Berlin (SBZ): Verlag Volk und Welt.
- Uhse, Bodo (1947). Morgenröte. New York: Aurora-Verlag.
- Uhse, Bodo (1947). Die heilige Kunigunde in Schnee und andere Erzählungen. Berlin (SBZ): Aufbau Verlag.
- Uhse, Bodo (1948). “The Exile Writer Turns Publisher”. In: Books Abroad, (1948), Vol. 22, Nr. 4. Norman OK: University of Oklahoma, p. 348-351
- Uhse, Bodo (1948). Wir Söhne. Berlin (SBZ): Aufbau Verlag.
- Uhse, Bodo (1952). Die Brücke. Drei Erzählungen. Berlin (DDR): Aufbau Verlag.
- Uhse, Bodo (1954). Die Patrioten. Roman. Erstes Buch: Abschied und Heimkehr. Berlin (DDR): Aufbau Verlag.
- Uhse, Bodo (1956). Tagebuch aus China. Berlin (DDR): Aufbau Verlag.
- Uhse, Bodo (1957). Mexikanische Erzählungen. Berlin (DDR): Aufbau Verlag.
- Uhse, Bodo (1958). Die Aufgabe. Eine Kollwitz-Erzählung. [Veröffentlichung der Deutschen Akademie der Künste zum 40. Jahrestag der Novemberrevolution]. Dresden: Verlag der Kunst.
- Uhse, Bodo (1958). Ausmarsch im September. Tokio, Hakasuisha.
- Uhse, Bodo (1959). Gestalten und Probleme. [Enth. früher entstandene Aufsätze und Reden, Briefe, Kritiken uns Essays 1935 - 1959]. Berlin (DDR): Verlag der Nation.
- Uhse, Bodo (1959). Reise in einem blauen Schwan. Berlin (DDR): Aufbau Verlag.
- Uhse, Bodo, Günther Albrecht, Karl Heinz Berger, (1960). Bodo Uhse, Eduard Claudius: Abriß der Spanienliteratur.  Berlin (DDR): Volk und Wissen.
- Uhse, Bodo (1961). Sonntagsträumerei in der Alameda. Berlin (DDR): Henschel Verlag.
- Uhse, Bodo (1961). „Berlin – Kampffeld für den Frieden“. In: Die Mauer oder Der 13. August [Hrsg. Hans Werner Richter]. Reinbeck bei Hamburg: Rohwolt.
- Uhse, Bodo (1962). Die erste Schlacht. Berlin (DDR): Deutscher Militärverlag [eerder verschenen in Moskou, 1942].
- Uhse, Bodo, Lily Becher, Gert Prokop (1963). Johannes R. Becher; Bildchronik seines Lebens. Berlin: Aufbau Verlag.

### Postuum
- Uhse, Bodo (1964). Der Weg zum Rio Grande. Erzählungen. Leipzig: Insel Verlag.
- Uhse, Bodo (1964). Im Rhythmus der Conga. Ein Kubanischer Sommer. Berlin (DDR): Verlag Kultur und Fortschritt.
- Uhse, Bodo (1965). Die Patrioten. Fragment des zweiten Buches. Berlin und Weimar: Aufbau Verlag.
- Uhse, Bodo (1968). Die Patrioten. Roman. Erstes Buch: Abschied und Heimkehr. Fragment des zweiten Buches. Berlin und Weimar: Aufbau Verlag.
- Uhse, Bodo (1979).  Sonntagsträumerei in der Alameda und andere Erzählungen [Enth.: Ein Ferientag zwischen zwei Kriegen; Der Taufpfennig; Die heilige Kunigunde im Schnee; Das Motorrad; Reise in einem blauen Schwan; Der Weg zum Rio Grande; Gespräch beim Regen; Tonta; Die Aufgabe]. Leipzig: Reclam.
- Uhse, Bodo (1979). Bamberg-Erzählungen. Bamberg: Krischker.
- Uhse, Bodo (1984). Wir Söhne. Berlin (DDR): Aufbau Verlag.
- Uhse, Bodo & Franz C. Weiskopf [Hsrg. Günter Caspar] (1990). Briefwechsel: 1942-1948. Berlin: Aufbau Verlag.
- Uhse, Bodo (o.J., verm. 1991). Söldner und Soldat. Berlin : Aufbau Taschenbuch Verlag. Mit einem Nachwort von Kay Dohnke.

### 'Gesammelte Werke'
- Uhse, Bodo (1974). Söldner und Soldat; Wir Söhne. [Gesammelte Werke in Einzelausgaben; Hrsg. Günter Caspar; Bd. 1]. Berlin und Weimar: Aufbau Verlag.
- Uhse, Bodo (1974). Leutnant Bertram. [Gesammelte Werke in Einzelausgaben; Hrsg. Günter Caspar; Bd. 2]. Berlin und Weimar: Aufbau Verlag.
- Uhse, Bodo (1975). Die Patrioten. 1. Buch - Abschied und Heimkehr - Fragment des zweiten Buches. [Gesammelte Werke in Einzelausgaben; Hrsg. Günter Caspar; Bd. 3]. Berlin und Weimar: Aufbau Verlag.
- Uhse, Bodo (1976). Erzählungen. [Gesammelte Werke in Einzelausgaben; Hrsg. Günter Caspar; Bd. 4]. Berlin und Weimar: Aufbau Verlag.
- Uhse, Bodo (1981). Reise und Tagebücher. Band I. u. II. [Gesammelte Werke in Einzelausgaben; Hrsg. Günter Caspar; Bd. 5]. Berlin und Weimar: Aufbau Verlag.
- Uhse, Bodo (1983). Versuche, Berichte, Erinnerungen. [Gesammelte Werke in Einzelausgaben; Hrsg. Günter Caspar; Bd. 6]. Berlin und Weimar: Aufbau Verlag.